# DR-Baureihe 64
Die Tenderlokomotiven der Baureihe 64 mit Achsfolge 1’C1‘ wurden von der Deutschen Reichsbahn für Personenzüge auf Nebenbahnen beschafft. Sie wurden als Einheitsdampflokomotiven mit 15 t Achslast gebaut.  Die Herstellung erfolgte zwischen 1928 und 1940. An ihrem Bau beteiligten sich zahlreiche Lokomotivfabriken aus Deutschland. Die Tenderlokomotive Baureihe 64 ist technisch weitgehend baugleich mit der Baureihe 24, die als Schlepptenderlok für größere Strecken vorgesehen war. 

## Entwicklung
Bei Gründung der Deutschen Reichsbahn im Jahr 1920 fuhren auf den Nebenstrecken größtenteils veraltete Lokomotiven, die es zu ersetzen galt. Auch trieben die unterschiedlichen Ersatzteile der einzelnen Bauarten früherer deutscher Staatsbahnen („Länderbahnen“) die Unterhaltskosten in die Höhe. Daher entstanden bereits 1920 Entwürfe für eine dreifach gekuppelte, moderne Heißdampf-Tenderlokomotive mit je einer Laufachse vorne und hinten. Diese sollte mit einer Höchstgeschwindigkeit von 90 km/h auch für leichte Züge auf Hauptbahnen tauglich sein. Die Verantwortlichen der Reichsbahn sahen bereits die aufkeimende Konkurrenz durch den Straßenverkehr kommen. Dies führte im September 1924 zur Entscheidung, die geplante Tenderlokomotive zu entwickeln, nachdem mit den Baureihen 01 und 44 zuvor Schnellzug- und Güterzuglokomotiven für Hauptbahnen durchgearbeitet wurden. Auch sollten die neuen Lokomotiven mit anderen Baureihen vereinheitlichte Teile bekommen.
Bei der achten Beratung des engeren Ausschusses für Lokomotiven am 26. und 27. März 1925 in München war man sich nicht einig, ob eine Tenderlokomotive oder eine Dampflokomotive mit Schlepptender für die Personenzüge auf Nebenbahnen geeigneter sei. Der Bauartdezernent Richard Paul Wagner favorisierte eine Schlepptenderlokomotive anstelle der Tenderlok. Außerdem hatte das Reichsbahn-Zentralamt bei den Direktionen angefragt, ob eine Tenderlokomotive oder eine Lok mit Schlepptender gewünscht sei. Für Ostpreußen wurde die Schlepptenderlok bevorzugt, die Direktion Frankfurt hingegen wollte Tenderlokomotiven beschaffen. Letztendlich wurde bei der Beratung in München entschieden, die Tenderlokomotive Baureihe 64 und die mit ihr weitgehend identische Lokomotive der Baureihe 24 mit Schlepptender durchzuarbeiten. Zusammen mit der Baureihe 86, einer vierfach gekuppelten Tenderlok mit Laufachse vorn und hinten bildeten diese drei Dampflokomotiven zunächst die Typenreihe der Einheitslokomotiven für 15 t Achslast. 1934 wurde diese Typenreihe noch durch die zweifach gekuppelten Tenderlokomotiven der Baureihe 71.0 ergänzt. Diese besaßen ebenfalls vorne und hinten Laufachsen.

## Technik
Sie hatten, bis auf 64 511–520, die über ein Krauss-Helmholtz-Gestell verfügten, Bisselgestelle. Die Fahrzeuge ab der Betriebsnummer 64 368 waren 10 cm länger als die vorherigen. Die 64 293 erhielt versuchsweise eine Ventilsteuerung.
Während der Bauzeit gab es verschiedene Änderungen. Sichtbar war, dass die Wasserkästen bei späteren Lokomotiven nicht mehr genietet, sondern geschweißt wurden.

## Geschichte
Die erste Maschine traf am 12. Januar 1928 im Raw Kassel ein und absolvierte schon fünf Tage später ihre erste Probefahrt von Kassel nach Treysa. Insgesamt sind 520 Lokomotiven gebaut worden. Davon wurde bereits 1928 mit 188 Lokomotiven (=36 %) der größte Anteil in Dienst gestellt. Allerdings gaben die kleineren Hersteller Vulcan, Humboldt und Hagans schon 1928 den gesamten Lokomotivbau auf. Die Lieferquote von Humboldt wurde zunächst von Hohenzollern übernommen und bereits 1929 an Krupp weitergegeben, ohne dass Hohenzollern eine Lokomotive der Baureihe 64 hergestellt hat. Im Sog der Weltwirtschaftskrise kam es zu weiteren Umwälzungen. 1929 beendete die Königsberger Union-Gießerei den Lokomotivbau. Linke-Hofmann, AEG und Borsig stellten nur 1928 Lokomotiven der Baureihe 64 her, produzierten aber weiterhin Schienenfahrzeuge. In ähnlicher Weise stellte Schichau nur bis 1929 die Baureihe 64 her und blieb danach beim Bau von Lokomotiven. Hanomag jedoch stellte Ende 1930 den Lokomotivbau ganz ein, dieser wurde komplett von Henschel übernommen. Daher waren ab Lieferjahr 1931 mit Esslingen, Jung, Krauss-Maffei, Krupp und Orenstein & Koppel nur noch fünf der anfangs 15 Hersteller an der Baureihe 64 beteiligt. 1940, dem letzten Baujahr, waren es nur noch Esslingen, Jung und Orenstein & Koppel. Zugunsten von Güterzuglokomotiven, die im Zweiten Weltkrieg wichtiger waren, wurden 40 bei Jung und 50 bei Orenstein & Koppel bestellte Lokomotiven storniert. Die 1940 bei Orenstein & Koppel gebaute Lok mit der Fabriknummer 13300, die als 64 493 vorgesehen war, wurde direkt an die Elmshorn-Barmstedt-Oldesloer Eisenbahn (EBOE) geliefert und ging dort als Lok Nummer 11 in Betrieb. Sonst kamen alle Lokomotiven zur Reichsbahn. Die höchste vergebene Nummer war die 64 520.
| Hersteller                                        | Anzahl | Übernahme |
| ------------------------------------------------- | ------ | --------- |
| Jung                                              | 99     | 1928–1940 |
| Krauss-Maffei                                     | 66     | 1934–1939 |
| Krupp                                             | 65     | 1928–1934 |
| Orenstein & Koppel                                | 51     | 1928–1940 |
| Esslingen                                         | 45     | 1928–1940 |
| Union                                             | 40     | 1928–1929 |
| Henschel                                          | 31     | 1928–1933 |
| Vulcan                                            | 23     | 1928      |
| Hanomag                                           | 21     | 1928–1931 |
| Humboldt                                          | 21     | 1928–1929 |
| Hagans                                            | 14     | 1928      |
| Borsig                                            | 13     | 1928      |
| Linke-Hofmann, heute Alstom Transport Deutschland | 13     | 1928      |
| Schichau                                          | 12     | 1928–1929 |
| AEG                                               | 6      | 1928      |

Außer im Personenzugdienst kam die Baureihe auch im Eilzugdienst zum Einsatz. Nach dem Zweiten Weltkrieg waren noch 393 Fahrzeuge übrig, von denen 278 an die Deutsche Bundesbahn und 115 an die Deutsche Reichsbahn gingen. Die 64 311 blieb nach 1945 in Österreich und bildete bei den ÖBB die Reihe 64. In Polen verbliebene Exemplare erhielten von den PKP die Bezeichnung OKl2, die in der ČSR, dem ehemaligen Sudetenland, vorhandenen Loks erhielten von den ČSD die Baureihe 365.4, einige bei den sowjetischen SŽD eingereihten Loks die Baureihe ТУ. Ende 1945 gab die Reichsbahn die 64 511 an die Brandenburgische Städtebahn ab. Nach deren Verstaatlichung erhielt die Lok bei der Rückkehr zur Reichsbahn die Nummer 64 6576. Sie bekam ihre alte Nummer erst 1957 wieder. In Bw Nürnberg Hbf musterte die Bundesbahn am 16. Februar 1963 die 64 246 aus und verkaufte sie anschließend an die Ilmebahn. Diese nahm sie als Nummer 8 wieder in Betrieb. 1968 waren bei der Bundesbahn noch 60 Maschinen vorhanden. Die letzten 30 Maschinen standen bis in die 1970er Jahre bei den Bw Aschaffenburg, Tübingen und Weiden im Streckendienst. Die letzte Lok der Deutschen Reichsbahn wurde 1974 ausgemustert.

## Erhaltene Lokomotiven

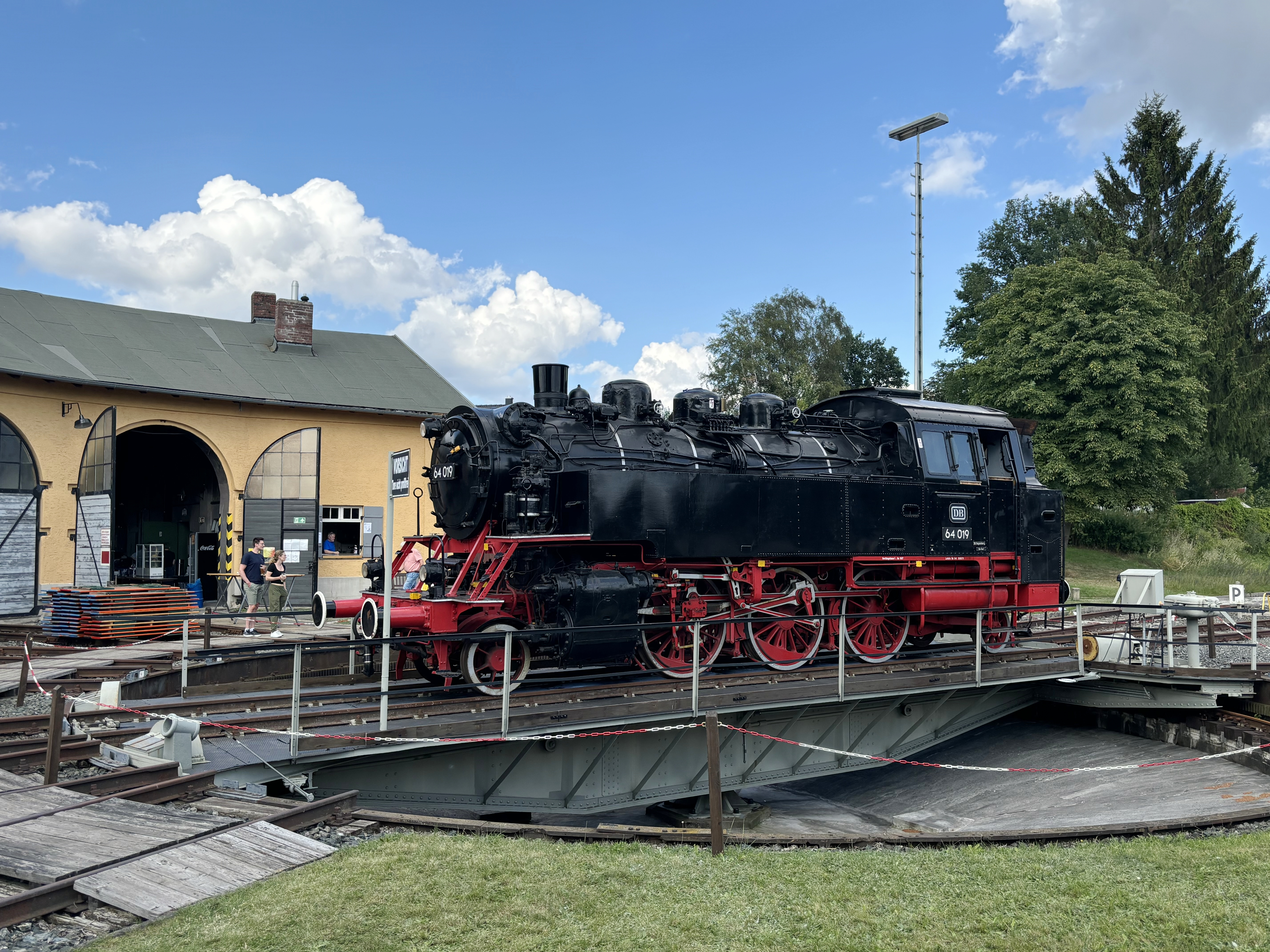
Dampflok 64 019 auf der Drehscheibe vor dem Lokschuppen Selb

Die OKl2-6 (64 061) im Jahr 1995 im Eisenbahnmuseum Jaworzyna Śląska steht zum Stand 2023 im Rundschuppen des Museums

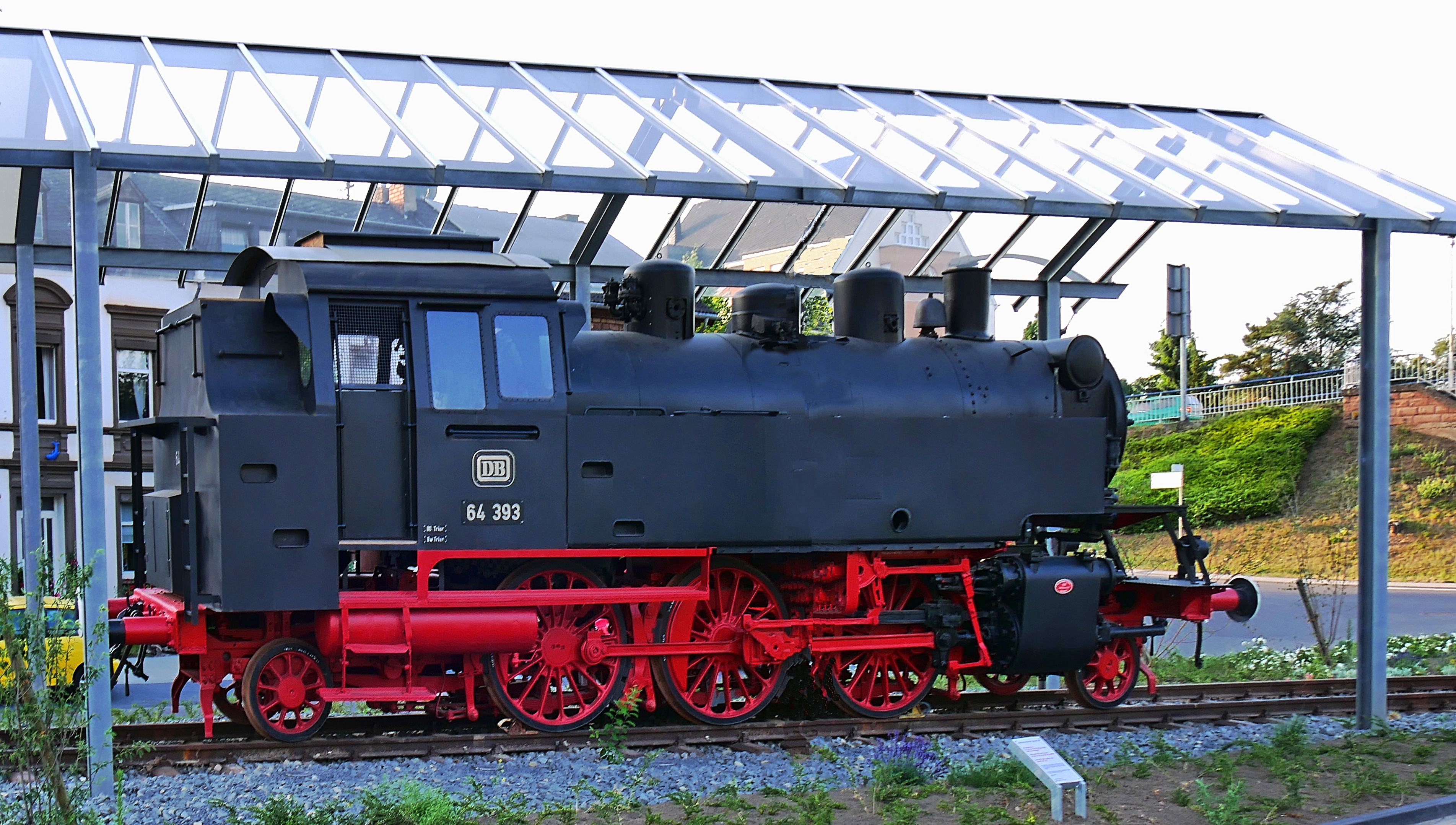
2017 frisch restaurierte Denkmallok 64 393 am Bahnhof Konz

Bis heute sind 19 Lokomotiven der Baureihe 64 in Europa erhalten geblieben (etwa 3,80 % aller gebauten Lokomotiven):
- 64 006 – DGEG – DGEG-Eisenbahnmuseum Neustadt/Weinstraße
- 64 007 – DB AG, Verkehrsmuseum Nürnberg, Leihgabe an MEF-Schwerin
- 64 019 – im Lokschuppen Selb des Modell- und Eisenbahnclub Selb-Rehau
- 64 061 – OKl2-6 Eisenbahnmuseum Jaworzyna Śląska (Königszelt)
- 64 094 – Bayerisches Eisenbahnmuseum Nördlingen – Exponat in Aufarbeitung, von 1998 bis 2018 bei GES[7][8]
- 64 250 – CFT3V – Chemin de Fer Touristique de Trois Vallees (grauer Fotografiewerksanstrich) – seit April 2016 nach Kesselrohrbruch mit Personenschäden vorläufig stillgelegt.[9]  Wegen dieses Unfalls war die Lok vorübergehend von der Staatsanwaltschaft beschlagnahmt.
- 64 289 – (90 80 0064 289-6 D-NESA) EFZ – Eisenbahnfreunde Zollernbahn – bis 2001 in Betrieb, Wiederinbetriebnahme wird angestrebt.
- 64 295 – DDM – Deutsches Dampflokomotiv-Museum, Neuenmarkt
- 64 305 – PRESS – Eisenbahn-Bau- und Betriebsgesellschaft Pressnitztalbahn mbH; 1978 bis 2023 Nene Valley Railway, Peterborough, England, seit 26. Juli 2023 im BEM Nördlingen[10]
- 64 317 – Denkmallok in Frankfurt/Oder, letzte bei der DR am 29. Juli 1976 im Bw Berlin-Pankow ausgemusterte Lok der BR 64[11]
- 64 344 – DB AG, VM Nürnberg, Leihgabe an die Passauer Eisenbahnfreunde – Inbetriebnahme wird angestrebt.
- 64 355 – DB AG, VM Nürnberg, Denkmallok im Oberpfälzer Handwerksmuseum in Rötz-Hillstett[12]
- 64 393 – DB AG, VM Nürnberg, Denkmallok am Bahnhof Konz[13]
- 64 415 – VSM – Veluwsche Stoomtrein Maatschappij – betriebsfähige Zulassung
- 64 419 – (90 80 0064 419-9 D-GfE) DBK Historische Bahn, Crailsheim – betriebsfähige Zulassung
- 64 446 – DB AG, VM Nürnberg, Leihgabe an den Bahnpark Augsburg
- 64 491 – (90 80 0064 491-8 D-DFS) Dampfbahn Fränkische Schweiz, Ebermannstadt – betriebsfähige Zulassung
- 64 518 – (90 85 0064 518-3 CH-EV) Eurovapor, Würzburg – bis 2014 in Betrieb,[14] Wiederinbetriebnahme seit Oktober 2023[15]
- 64 520 – Bayerisches Eisenbahnmuseum Nördlingen – Exponat in Aufarbeitung, Inbetriebnahme wird angestrebt.

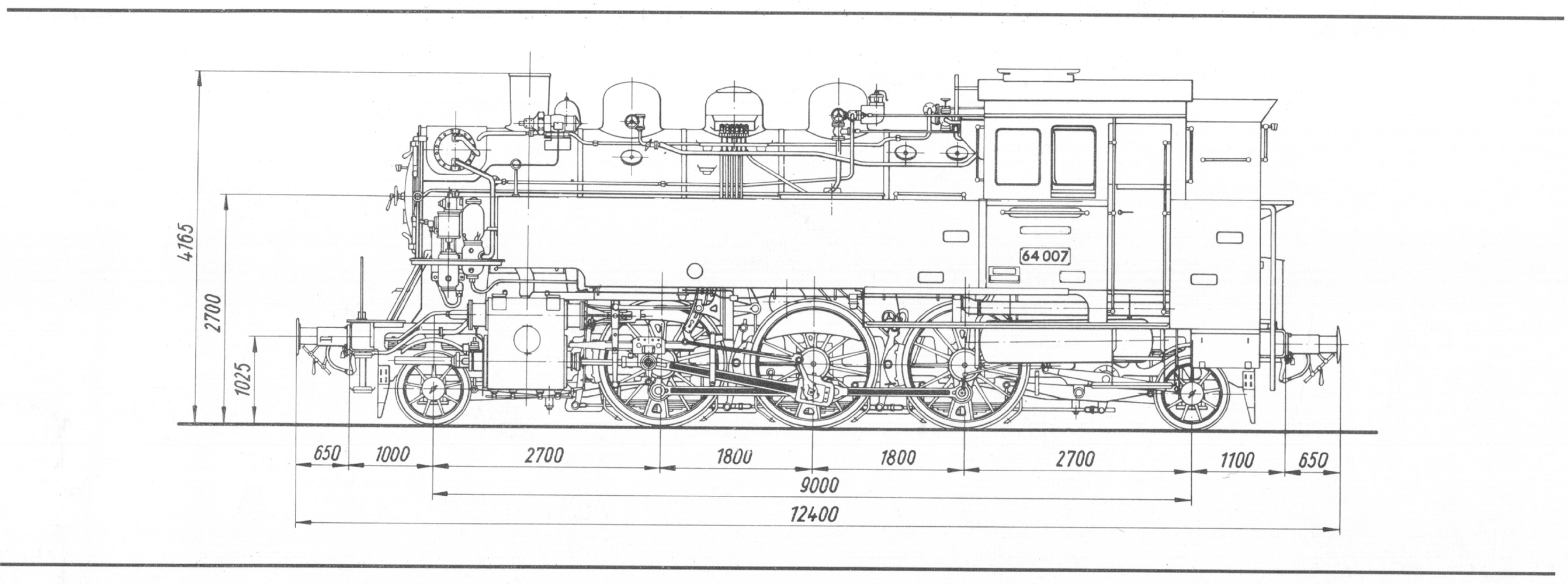
Ausschnitt einer technischen Zeichnung der Dampflokomotive Nummer 64 007 der Deutschen Reichsbahn
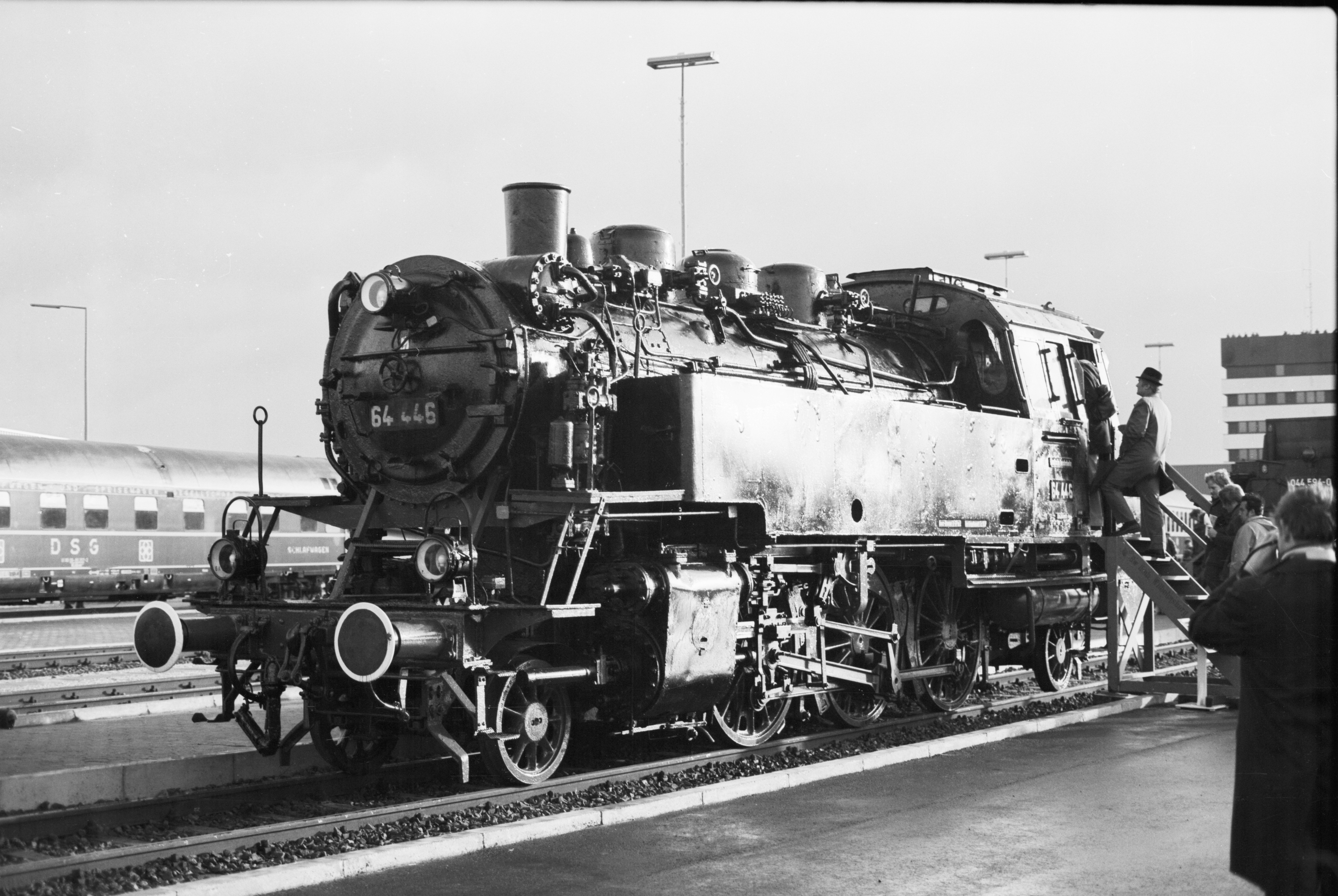
64 446 der DB auf dem Rangierbahnhof Maschen 1975
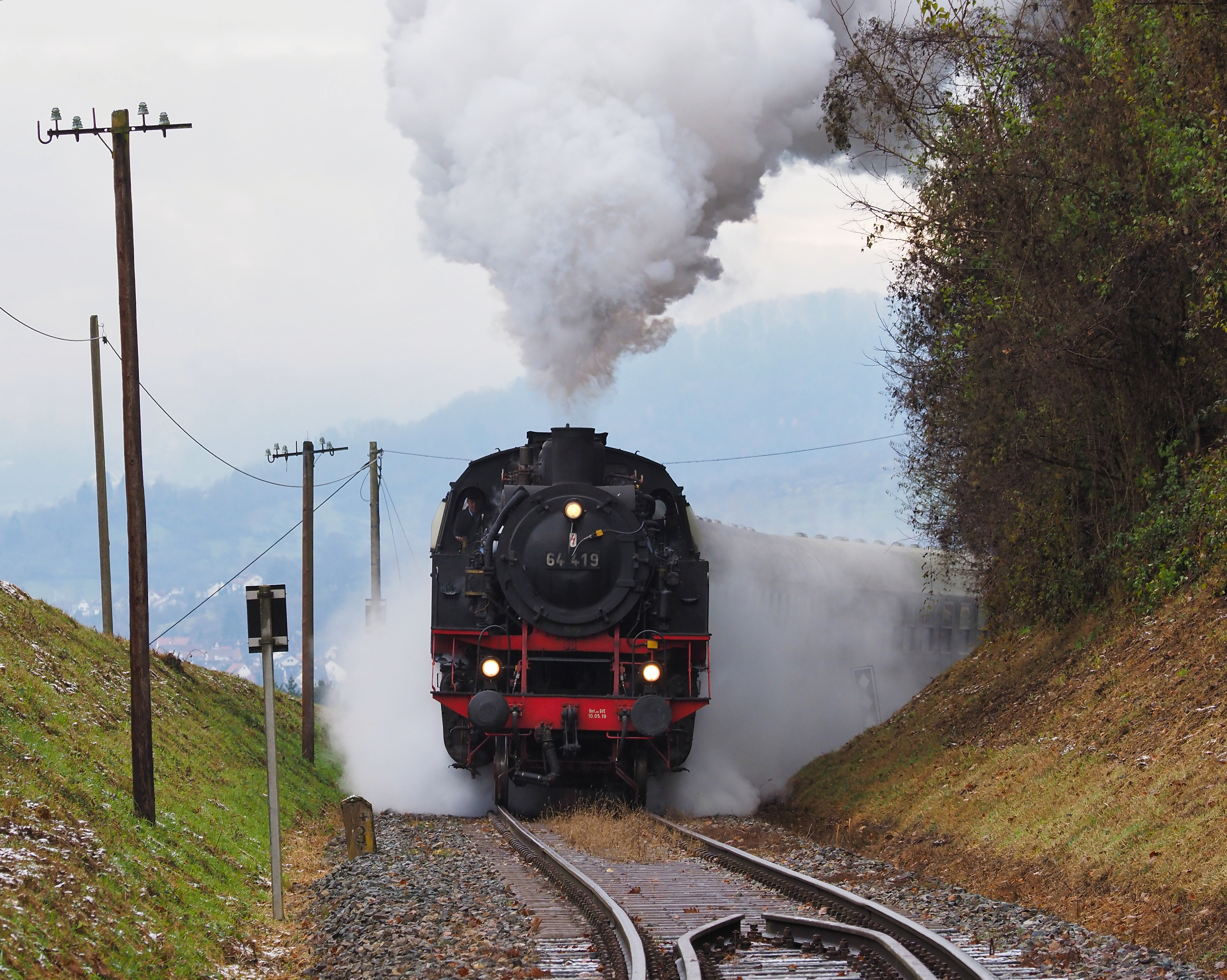
64 419 der DBK Historische Bahn auf der Wieslauftalbahn